# 埃斯特列爾市

埃斯特列爾市（西班牙語：Municipio Esteller），是委內瑞拉的一個市，位於該國西北部波圖格薩州，首府設於皮里圖，面積754平方公里，海拔高度116米，2001年人口48,821，人口密度每平方公里50.1人。